# Campeonato mundial de Magic: el encuentro de 2000
El Campeonato Mundial de Magic del 2000 tuvo lugar durante los días 2-6 de agosto en Bruselas, Bélgica. Se entregaron más de $200,000 en premios a repartir entre los primeros 64 puestos. El ganador del torneo fue Jon Finkel (Estados Unidos), quien derrotó a Bob Maher Jr. (Estados Unidos) en un apretado 3-2 en la final.

## Finales
|  | Cuartos de final     | Cuartos de final |                  |                | Semifinales | Semifinales |  |                | Final | Final |  |
|  |                      |                  |                  |                |             |             |  |                |       |       |  |
|  |                      |                  |                  |                |             |             |  |                |       |       |  |
|  | Dominik Hothow       | 3                |                  |                |             |             |  |                |       |       |  |
|  | Dominik Hothow       | 3                |                  |                |             |             |  |                |       |       |  |
|  | Nicolas Labarre      | 1                |                  |                |             |             |  |                |       |       |  |
|  | Nicolas Labarre      | 1                |                  | Dominik Hothow | 0           |             |  |                |       |       |  |
|  |                      |                  |                  | Dominik Hothow | 0           |             |  |                |       |       |  |
|  |                      |                  | Bob Maher, Jr.   | 3              |             |             |  |                |       |       |  |
|  | Bob Maher, Jr.       | 3                | Bob Maher, Jr.   | 3              |             |             |  |                |       |       |  |
|  | Bob Maher, Jr.       | 3                |                  |                |             |             |  |                |       |       |  |
|  | Helmut Summersberger | 2                |                  |                |             |             |  |                |       |       |  |
|  | Helmut Summersberger | 2                |                  |                |             |             |  | Bob Maher, Jr. | 2     |       |  |
|  |                      |                  |                  |                |             |             |  | Bob Maher, Jr. | 2     |       |  |
|  |                      |                  | Jon Finkel       | 3              |             |             |  |                |       |       |  |
|  | Jon Finkel           | 3                | Jon Finkel       | 3              |             |             |  |                |       |       |  |
|  | Jon Finkel           | 3                |                  |                |             |             |  |                |       |       |  |
|  | Janosch Kuhn         | 1                |                  |                |             |             |  |                |       |       |  |
|  | Janosch Kuhn         | 1                |                  | Jon Finkel     | 3           |             |  |                |       |       |  |
|  |                      |                  |                  | Jon Finkel     | 3           |             |  |                |       |       |  |
|  |                      |                  | Benedikt Klauser | 1              |             |             |  |                |       |       |  |
|  | Tom Van de Logt      | 1                | Benedikt Klauser | 1              |             |             |  |                |       |       |  |
|  | Tom Van de Logt      | 1                |                  |                |             |             |  |                |       |       |  |
|  | Benedikt Klauser     | 3                |                  |                |             |             |  |                |       |       |  |
|  | Benedikt Klauser     | 3                |                  |                |             |             |  |                |       |       |  |
|  |                      |                  |                  |                |             |             |  |                |       |       |  |

## Posiciones finales
| Individuales | Individuales         | Individuales    |
| Lugar        | Nombre               | Mazo (Standard) |
| ------------ | -------------------- | --------------- |
| 1            | Jon Finkel           | Tinker          |
| 2            | Bob Maher, Jr.       | Tinker          |
| 3            | Dominik Hothow       | Son of Hermit   |
| 4            | Benedikt Klauser     | Trinity         |
| 5            | Tom Van de Logt      | Replenish       |
| 6            | Helmut Summersberger | Magpie          |
| 7            | Janosch Kuhn         | Son of Hermit   |
| 8            | Nicolas Labarre      | Fecundity       |

| Competencia por equipos | Competencia por equipos | Competencia por equipos                                   |
| Lugar                   | País                    | Integrantes                                               |
| ----------------------- | ----------------------- | --------------------------------------------------------- |
| 1                       | Estados Unidos          | Jon Finkel, Chris Benafel Frank Hernandez, Aaron Forsythe |
| 2                       | Canadá                  | Ryan Fuller, Murray Evans Gab Tsang, Sam Lau              |